# 大科貝利亞喬克
49°21′52″N 34°6′48″E / 49.36444°N 34.11333°E
大科貝利亞喬克（羅馬化：Velykyi Kobeliachok）是烏克蘭中部的村莊，隸屬波爾塔瓦州的波爾塔瓦區。該村處於大科別利亞喬克河畔，分別距離戈羅布齊0.5公里和馬爾基夫卡4公里，面積3.442方公里，海拔高度89米，2001年人口659。